# Magdalena Wróbel
Magdalena Wróbel (Sopot, Polonia; 1975) es una modelo polaca, conocida como la antigua portavoz de Three Degrees of Wonder de Wonderbra, y como modelo de Victoria's Secret.
Empezó a trabajar como modelo a la edad de 15 años después de ser descubierta por un fotógrafo local. A los 18 años de edad, Magdalena entró en el concurso Ford Supermodel of the World de 1993 y acabó en segundo puesto. Empezó su carrera como modelo con Eastern Models en Varsovia antes de mudarse a París y finalmente a los Estados Unidos de América, donde apareció en portadas de revistas tales como las ediciones francesa y australiana de Marie Claire y Glamour, así como en las ediciones internacionales de Cosmopolitan y Woman.  Fue clasificada en el puesto número 47 de la lista de las 100 mujeres más calientes de 2001 de la revista  Maxim.
Ha trabajado para diseñadores de moda y compañías de cosmética tales como Bill Blass, Christian Lacroix, Comme des Garçons, Givenchy, Christian Dior, Guy Laroche, Marithé François Girbaud, Valentino y otros.
Sus desfiles de moda incluyen diseñadores renombrados, tales como Chanel, Valentino, Balenciaga, Dior, Christian Lacroix, y Oscar de le Renta.